# Manček
Manček je priimek več znanih Slovencev:
- Marjan Manček (*1948), ilustrator, karikaturist in filmski animator
- Mateja Manček Keber  (*1976), biokemičarka
- Mitja Manček (*1987), stripar, karikaturist, filmski in kulturni animator